# أبيار الماشي
أبيار الماشي قرية تقع في جنوب غرب المدينة المنورة، وتبعد عنها مسافة 28 كم على طريق (المدينة المنورة/ مكة المكرمة)، وتتبع إمارة منطقة المدينة المنورة. يمر من خلالها وادي العقيق. يعتمد السكان على الزراعة. وهناك بعض المنتوجات المهمة مثل التمر، والنعناع.

## قصر أبيار الماشي
ويقع في القرية ذاتها، ويتميز بكبر مساحته، ويعد من أهم الوحدات المعمارية في القرية، وهو مبني من الحجارة ذات اللون الأسود، والارتفاع المتبقي من الجدران يبلغ ما بين 2-2.5م، ويتألف القصر من:

### الفناء الشمالي
وتقدر مساحته بحوالي 19.70 عرضًا، و24.20 طولاً، وسماكة جدرانه 60 سم، وفي الركن الجنوبي الغربي من الفناء توجد غرفتان مستطيلتان، كما توجد غرفة ثالثة في الركن الشمالي الغربي منه، إلى جانب ثلاث غرف أخرى ملاصقة لهذا الفناء من الخارج على الضلع الغربي.

### الفناء الجنوبي
عبارة عن فناء كبير تبلغ أبعاده 18.50 عرضًا، و24,70 طولاً، ويبلغ سمك الجدار 60 م تقريبًا، وتوجد غرفة أبعادها 3.50X4م تقريبًا، وتقع في الجهة الجنوبية الغربية في الفناء ذاته.

### الفناء الخارجي
يقع شمال الفناء الشمالي ويلتصق به، وهو عبارة عن فناء مستطيل الشكل، ويتوسط ضلعه الجنوبي تقريبًا غرفة أبعادها3.5X5.5م، وبعض جدران هذا الفناء متقطعة، وتقدر سماكة جدرانه بحوالي 60 سم.

### الغرف السكنية
عبارة عن غرفتين كبيرتين وتقعان في الجزء الشمالي، ويوجد في الغرفة الشرقية باب يؤدي إلى الفناء الشمالي، ويليهما إلى الجنوب أربع غرف، وتبلغ مساحة كل واحدة منها5X4.70م، كما أن لكل غرف باب ودعامة على جدارها الجنوبي، وخلفها توجد غرفة صغيرة ليس لها باب؛ ربما أنها استخدمت كمخزن. كما توجد غرفة خامسة في الجهة الشرقية من الغرف الأربع، ولبكن ليس لها باب، كما أنه يوجد خلفها مخزن.